# Smell the Roses
Smell the Roses è un singolo del musicista inglese Roger Waters, cantante, bassista ed ex leader dei Pink Floyd, il primo estratto dal suo quinto album da solista, Is This the Life We Really Want?. Il singolo è stato pubblicato il 20 aprile 2017 da Columbia Records.